# Pont Marexhe
Le pont Marexhe est un des ponts de la ville de Liège, sur le canal Albert. Il relie le quartier de Coronmeuse à l'île Monsin.

## Toponymie
Le terme Marexhe est une forme ancienne du mot marais. Cette appellation rappelle qu'avant d'être canalisée, la Meuse et ses affluents coulaient dans une vallée souvent marécageuse.